# 上海惠灵顿外籍人员子女学校

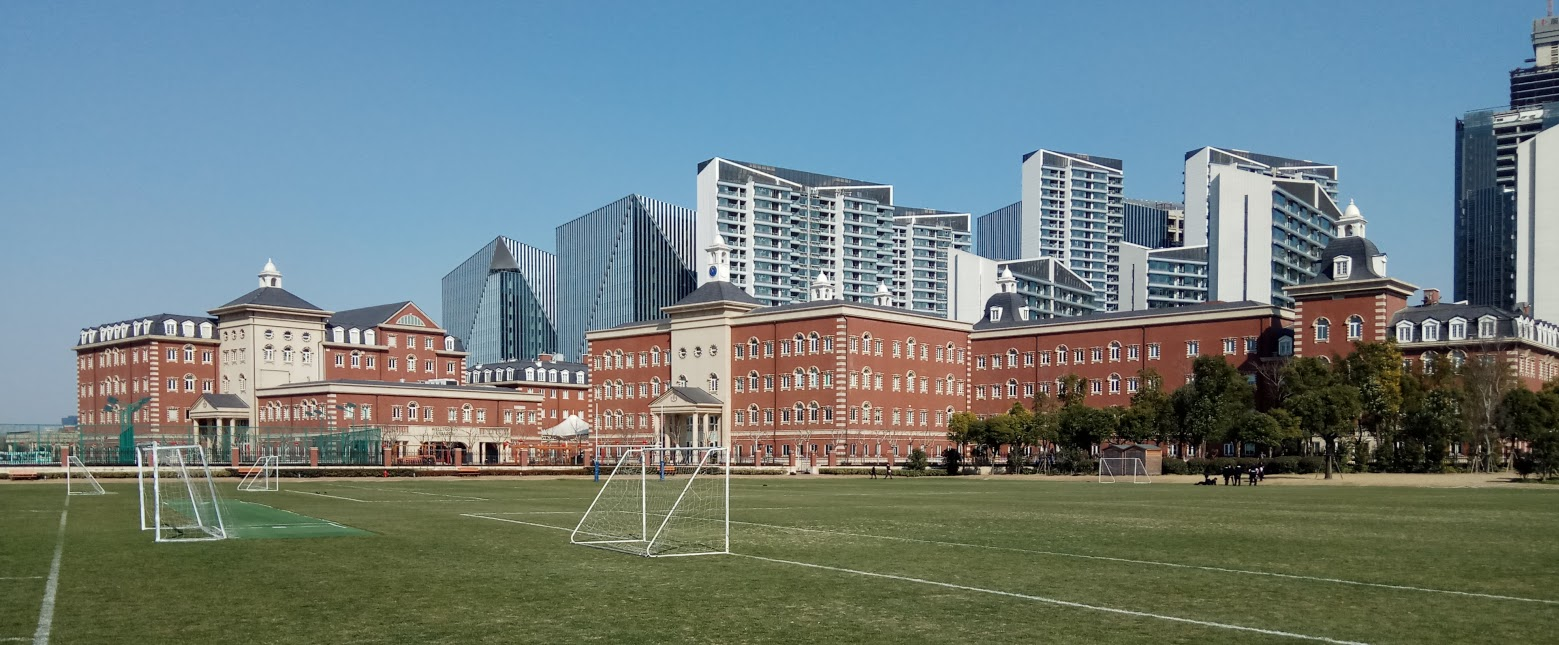
位于上海前滩国际商务区的校园

上海惠灵顿外籍人员子女学校，又名上海惠灵顿国际学校（英語：Wellington College International Shanghai），是一所男女同校的寄宿制学校，有1100多名学生，年龄在3至18岁之间。上海惠灵顿外籍人员子女学校是英國威灵顿公学的姐妹學校，英国威灵顿公学最初由维多利亚女王于1859年创建，目的是紀念第一代威灵顿公爵阿瑟·韦尔斯利。學校於2014年8月25日正式开学，開校之初该校招收的学生只限在上海居住和工作的外籍人士子女。

## 课程
惠灵顿的学生在學齡前至9年級期間学习英國課程和国际小学课程（International Primary Curriculum ，簡稱IPC）的混合课程，然后在10-11年级获得IGCSE。在12年级和13年级，学生将学习国际文凭大学预科课程。 

## 學費
上海惠灵顿国际学校被譽為上海最貴的國際學校，在2014年成立時，学费从22万元到26万元不等，幼儿园每学年17万元，一、二年级220800元，三至六年级223200元，七至九年级244000元，十至十一年级259000元，并额外收取报名费2000元。

## 事件
2015年10月5日，上海惠灵顿国际学校二年级小学生进行医疗教学实验，實驗後的次日小学生以及老师陆续出现暂时性角膜损伤。學校歸因於当天课堂使用的紫外線灯型号不合适。而有網絡消息稱事件是因老师疏忽让学生在没有佩戴护目镜的情况下做實驗所導致。後師生眼睛陸續康復。

#### 历任中国国籍股东
- 已知股东

1. 余西莲（历任校长）
2. 易理华（2任校董）
3. 柳烨琴（3任校董）
4. 梁轩雨（2任校董）
5. 许志摩（7任校董）
6. 兰明原（3任校董）
7. 林雨欣（5任校董）
8. 赵语柔（现任中国分布校董）